# Bima-Sumbatalen
De Bima-Sumbatalen (27 stuks) behoren tot de Centraal-Malayo-Polynesische talen (168 stuks). 
Tot de Bima-Sumbatalen behoren onder andere een aantal talen die gesproken worden op  Sumba, Flores en Savu, eilanden behorend tot de  Kleine Sunda-eilanden van Indonesië.

## Classificatie
- Austronesische talen (1268)
  - Malayo-Polynesische talen (1248)
    - Centraal-oostelijke talen (708)
      - Centraal-Malayo-Polynesische talen (168)
        - Bima-Soemba talen (27)
          - Anakalangu (14.000 sprekers)
          - Bimanees (500.000 sprekers)
          - Dhao (5000 sprekers)
          - Ende-Liotalen (4)
            - Endenees (87.000 sprekers)
            - Ke'o (40.000 sprekers)
            - Lionees (130.000 sprekers)
            - Nage (50.000 sprekers)

          - Kamberaas (234.000 sprekers)
          - Kepo' (10.600)
          - Kodisch (40.000 sprekers)
          - Komodo (700 sprekers)
          - Lambojaas (25.000 sprekers)
          - Laura (10.000 sprekers)
          - Mamboru (16.000 sprekers)
          - Manggarai (500.000 sprekers)
          - Ngadha (60.000 sprekers)
          - Oost-Ngadha (5000 sprekers)
          - Paluees (10.000 sprekers)
          - Rajong (4242 sprekers)
          - Rembong (2121 sprekers)
          - Riung (14.000 sprekers)
          - Rongga (2121 sprekers)
          - Savunees (110.000 sprekers)
          - So'a (10.000 sprekers)
          - Wajewaas (65.000 sprekers)
          - Wae Rana (4242 sprekers)
          - Wanukaka (10.000 sprekers)

## Bijzonderheden
- De Bima-Sumbatalen kennen geen eigen letterschrift. Als er gesproken wordt over Bima-Sumba-literatuur dan bedoelt men de overleveringen, verhalen, zangen, raadsels en spreekwijzen die door mondelinge traditie van geslacht tot geslacht worden doorgegeven.
  - Het vertellen van overgeleverde verhalen is gebonden aan een bepaalde periode. In de maand die ligt tussen de oogst en het aanplanten van de nieuwe rijst (de "rust" maand) mag er niet verteld worden en mogen er b.v. geen luidruchtige spelletjes gespeeld worden. Eerst wanneer de rijst rijpt begint de tijd van vertelling en zang, hetgeen doorgaat tijdens de oogst.
  - In verband met de verschillen in zaai- en oogsttijd van de natte- en drogerijst en ook omdat deze tijden in elk gebied niet op hetzelfde moment vallen, verschilt in verband daarmee de periode waarin men kan vertellen.
  - Rond de vertellingen gelden diverse rituelen, waarvan niet afgeweken mag worden. het overtreden van de diverse regels brengt bijvoorbeeld het gevaar met zich mee dat de verteller of de luisteraar niet oud zullen worden, of dat de oogst zal misluken. Zo moet een verhaal altijd afgemaakt worden en mag ook de luisteraar niet voor het einde van het verhaal vertrekken of indommelen.
  - Voor het vertellen van een verhaal zijn altijd twee personen nodig: de verteller moet iemand hebben tot wie hij spreekt (de nggòba, papa), wiens taak het is om te antwoorden. De taak van de nggòba is om door zijn geregelde reactie blijkt te geven dat hij het verhaal volgt en er in mee leeft. De vertelling kan al dan niet door gezang worden onderbroken.
- Ook binnen de talen bestaat grote verscheidenheid aan dialecten. De oorzaak hiervan is onder andere dat de verschillende stammen vroeger veelal met elkaar op voet van oorlog leefden. 
  - Men vindt groepen van 5 of 10.000 mensen, die een eigen dialect spreken, onverstaanbaar soms voor hun naaste buren.
  - In de oostelijke taalgroep van Soemba heeft de taal van het landschap Kambera, het Kamberaas (Oost-Sumbanees), in de loop van de tijd het grootste aantal sprekers verkregen, mede omdat de vorsten van Kambera vroeger een groot gebied beheersten. (het verkeer met de in dit landschap gelegen havenplaats Waingapu is altijd vrij sterk geweest.) In het westen is het Wajewaas (West-Sumbanees) de meest gesproken taal.